# 任達榮
任達榮，SBS，PDSM，CPM（英語：Peter Yam，1953年5月11日—），祖籍廣東東莞常平鎮金美村，前警務處副處長，恆和珠寶集團有限公司非執行董事。演員任達華的兄長。

## 簡歷
任達榮於1972年成功投考加入皇家香港警務處，成為見習督察，及後曾經擔任多個崗位，包括有組織罪案及三合會調查科主管。
任達榮於1990年至1992年被借調至英國多實郡出任警司，於1992年晉升為高級警司，於1996年獲晉升為總警司，期間成為首位警察機動部隊華人暨本地校長。1998年，任達榮獲委任為警務處助理處長（人事），於2002年獲委任為警務處高級助理處長，兼任監管處處長，於2003年調任行動處處長。
2007年1月16日，任達榮獲委任為警務處副處長（行動），於2010年3月初開始退休前休假，由警務處副處長（管理）曾偉雄平調接任。

## 家庭
任達榮胞弟為著名香港演員任達華，其亡父任錦球為高級警目，於其41歲（1927年4月3日－1969年3月24日）時在血洗警輪案中殉職。

## 獲頒榮譽
- （1990年）殖民地警察長期服務獎章
- （1997年）殖民地警察勞績獎章
- （1997年）香港警察長期服務獎章
- （1997年）香港警察長期服務獎章加敘第一勳扣
- （2002年）香港警察長期服務獎章加敘第二勳扣
- （2005年）香港警察長期服務獎章加敘第三勳扣
- （2005年）香港警察卓越獎章
- （2006年）行政長官公共服務獎狀
- （2010年）銀紫荊星章

## 外部連結
- 簡歷

| 官衔          | 官衔                                             | 官衔          |
| ------------- | ------------------------------------------------ | ------------- |
| 前任： 鄧竟成 | 警務處副處長（行動） 2007年1月16日－2010年3月7日 | 繼任： 曾偉雄 |